# Sabana arbolada de miombo central y oriental
La región de sabana arbolada de miombo central y oriental es una ecorregión incluida en la lista Global 200 del WWF. Está formada por tres ecorregiones:
- Sabana arbolada de miombo oriental
- Sabana arbolada de miombo del Zambeze central
- Sabana arbolada de teca del Zambeze